# Rykynčice
Rykynčice (allemand : Ruckinschitz,  hongrois : Rakonca) est un village de Slovaquie situé dans la région de Banská Bystrica.

## Histoire
La première mention écrite du village date de 1279.

## Démographie

### Évolution de la population
| Année:               | 1994. | 2004.    | 2014.    | 2024.   |
| -------------------- | ----- | -------- | -------- | ------- |
| Nombre de personnes: | 422   | 338      | 283      | 262     |
| Différence:          |       | -19,90 % | -16,27 % | -7,42 % |

| Année:               | 2023. | 2024.   |
| -------------------- | ----- | ------- |
| Nombre de personnes: | 267   | 262     |
| Différence:          |       | -1,87 % |